# Varvs landskommun, Västergötland
Varvs landskommun var en tidigare kommun i dåvarande Skaraborgs län.

## Administrativ historik
Kommunen inrättades i Varvs socken i Vartofta härad i Västergötland när 1862 års kommunalförordningar trädde i kraft.  
Vid Kommunreformen 1952 uppgick kommunen i Dimbo landskommun som upplöstes 1974 då denna del uppgick i Tidaholms kommun.